# Clare Atwood
Clare "Tony" Atwood (Richmond, 11 de maio de 1866 — Tenterden, 2 de agosto de 1962) foi uma pintora britânica. Clare Atwood pintava retratos, natureza-morta, paisagens, interiores e temas florais decorativos. Atwood viveu em um ménage à trois com a dramaturga Christabel Marshall e a atriz, diretora de teatro, produtora e figurinista Edith Craig, de 1916 até a morte de Craig em 1947.

## Início de vida

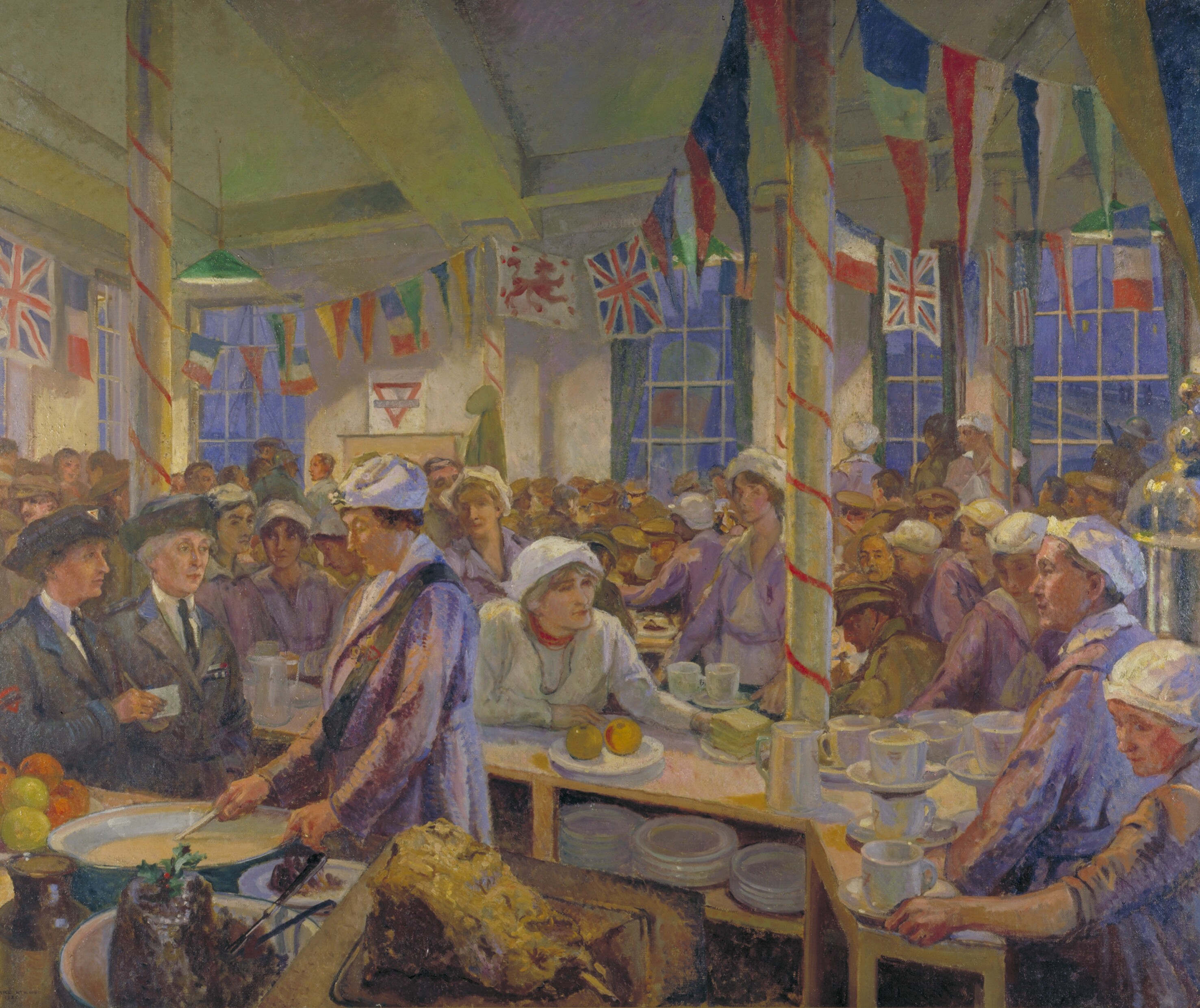
Dia de Natal na Cantina da YMCA da Ponte de Londres (1920)

Atwood nasceu em 1866 em Richmond, Londres, filha única de Frederick Atwood, um arquiteto, e sua esposa, Clara Becker. Chamada de Clara ao nascer, ela mais tarde usou a forma Clare e também ficou conhecida como Tony. Atwood estudou na Escola de Artes de Westminster e na Slade School of Fine Art.
Atwood expôs pela primeira vez no New English Art Club em 1893, tornando-se membro do mesmo em 1912. Ela realizou uma exposição de seu trabalho na Galeria Carfax em 1912. Em 1917, durante a Primeira Guerra Mundial, ela foi contratada para pintar cenas de guerra para o Governo do Canadá por meio do Canadian War Memorials Fund. O governo organizou a visita de Atwood ao acampamento militar de Folkestone, em Kent, para reunir ideias para o trabalho. No entanto, Atwood decidiu, em vez disso, pintar uma cena em uma das principais estações ferroviárias de Londres, onde as tropas estavam esperando por trens para levá-los aos acampamentos ou ao front. Durante a guerra, Attwood também foi contratada pelo Subcomitê de Trabalho Feminino do Imperial War Museum para produzir várias peças que retratam as atividades do Royal Voluntary Service. O mais notável deles, Dia de Natal na Cantina YMCA da Ponte de Londres, registra a visita da atriz Ellen Terry e da princesa Helena Vitória a uma cantina da YMCA. Em 1920 ela foi contratada para mais quatro pinturas de guerra pelo Imperial War Museum.

## Vida pessoal
Uma lésbica assumida, em 1916 ela se juntou à escritora Christabel Marshall e à atriz e encenadora Edith Craig em um ménage à trois em Tenterden, Kent, até a morte de Craig em 1947, de acordo com Michael Holroyd em seu livro A Strange Eventful History. Ela, Edith Craig e Christabel Marshall eram amigas de muitos artistas e escritores, incluindo a romancista lésbica Radclyffe Hall. Atwood projetou adereços para várias das produções de Edith Craig com os Pioneer Players, incluindo o crucifixo de 5 metros de altura para a produção de The Hostage, de Paul Claudel. Atwood era um membro dos Pioneer Players. Atwood ocasionalmente se apresentava no Barn Theatre em Smallhythe Place em Kent, que foi fundado por Craig para encenar performances em memória de sua falecida mãe, a atriz Ellen Terry. Atwood atuou na matinê no Palace Theatre, Londres, em 23 de abril de 1929, realizada para arrecadar fundos para o Memorial de Ellen Terry. Em julho de 1932, Atwood decorou o sapato para a produção de Craig de The Shoe em Tenterden. Após a morte de Craig, Atwood escreveu um ensaio sobre ela.

## Morte
Atwood sofreu uma fratura de fêmur, miocardite senil e insuficiência cardíaca, e morreu na casa de repouso Kench Hill, em Tenterden, Kent, em 2 de agosto de 1962. Marshall e Atwood estão enterradas lado a lado na Igreja de São João Batista, em Small Hythe. As cinzas de Craig deveriam ter sido enterradas lá também, mas no momento da morte de Marshall e Atwood, as cinzas se perderam e em vez disso um memorial foi colocado no cemitério.

## Coleções
As pinturas de Atwood estão nas coleções oa Tate Collection, no V&A e no Imperial War Museum de Londres, bem como na Victoria Art Gallery, Bath, Glasgow, Manchester e Liverpool. Ela expôs na[Academia Real Inglesa e em 1940 uma de suas pinturas foi adquirida pela National Art Gallery da Nova Zelândia.
Há material relacionado a Atwood mantido na Ellen Terry Collection no V&A Department of Theatre & Performance Archive.